# Segunda transición demográfica
El término Segunda transición demográfica (STD) o teoría de la segunda transición demográfica, en demografía y demografía social y sociología, se aplica a los cambios en la constitución y reproducción de las familias después de la Segunda Guerra Mundial que explicarían fenómenos de los que no daba cuenta la teoría tradicional de la transición demográfica. Esta segunda transición demográfica incluye, además del descenso de la mortalidad de la Teoría de la Transición Demográfica o TTD un fuerte descenso de la fecundidad y la aparición de la migración como elemento relevante demográfico que afecta básicamente a los considerados países industrializados

## Origen del término y desarrollo de la teoría
El término segunda transición demográfica fue acuñado por Ron Lesthaeghe y D.J. van de Kaa en el año 1986 para referirse a los patrones de cambio en la constitución y reproducción de las familias después de la Segunda Guerra Mundial.

## Características de la segunda transición demográfica
Esta segunda transición demográfica se caracterizaría, además de por seguir teniendo unas tasas muy bajas de mortalidad, por:
- Caída del nivel de fecundidad inferior al nivel de reemplazo (el estándar en el nivel de reemplazo es de 2,1 hijos por mujer en el modelo de transición demográfica, no así en el modelo de la revolución reproductiva que puede ser claramente inferior). La caída de la fecundidad se acentúa en las edades 15 a 24, mientras que tras la finalización de la crisis económica 1975-1985 se produce un cierto efecto recuperación de la fecundidad entre las mujeres mayores de 30 años.
- Incremento de la soltería
- Incremento de la edad media de matrimonio y alargamiento en la etapa previa a la formación de la familia
- Postergación del primer hijo
- Expansión de las uniones consensuales (parejas de hecho)
- Aumento de los nacimientos fuera del matrimonio
- Alza de las rupturas matrimoniales (separación matrimonial y divorcio). La tasa de divorcios tiende a estabilizarse a partir de mediados de los años 80.
- Diversificación de las modalidades de estructura familiar (aumenta cohabitación y la procreación dentro de las uniones consensuadas, que sobre todo se expande en los años 70 y 80)
- Aumento de las familias monoparentales (con especial incidencia en las mujeres)
- Uso generalizado de los métodos anticonceptivos antes de la maternidad -en la primera transición demográfica la anticoncepción se utilizaba después del nacimiento de los primeros hijos.
- Aumento del acceso femenino a la educación en todos sus niveles e incremento de la participación de la mujer en mercado laboral
- Aparición del fenómeno de las migraciones.